# Josef-Jungmann-Denkmal

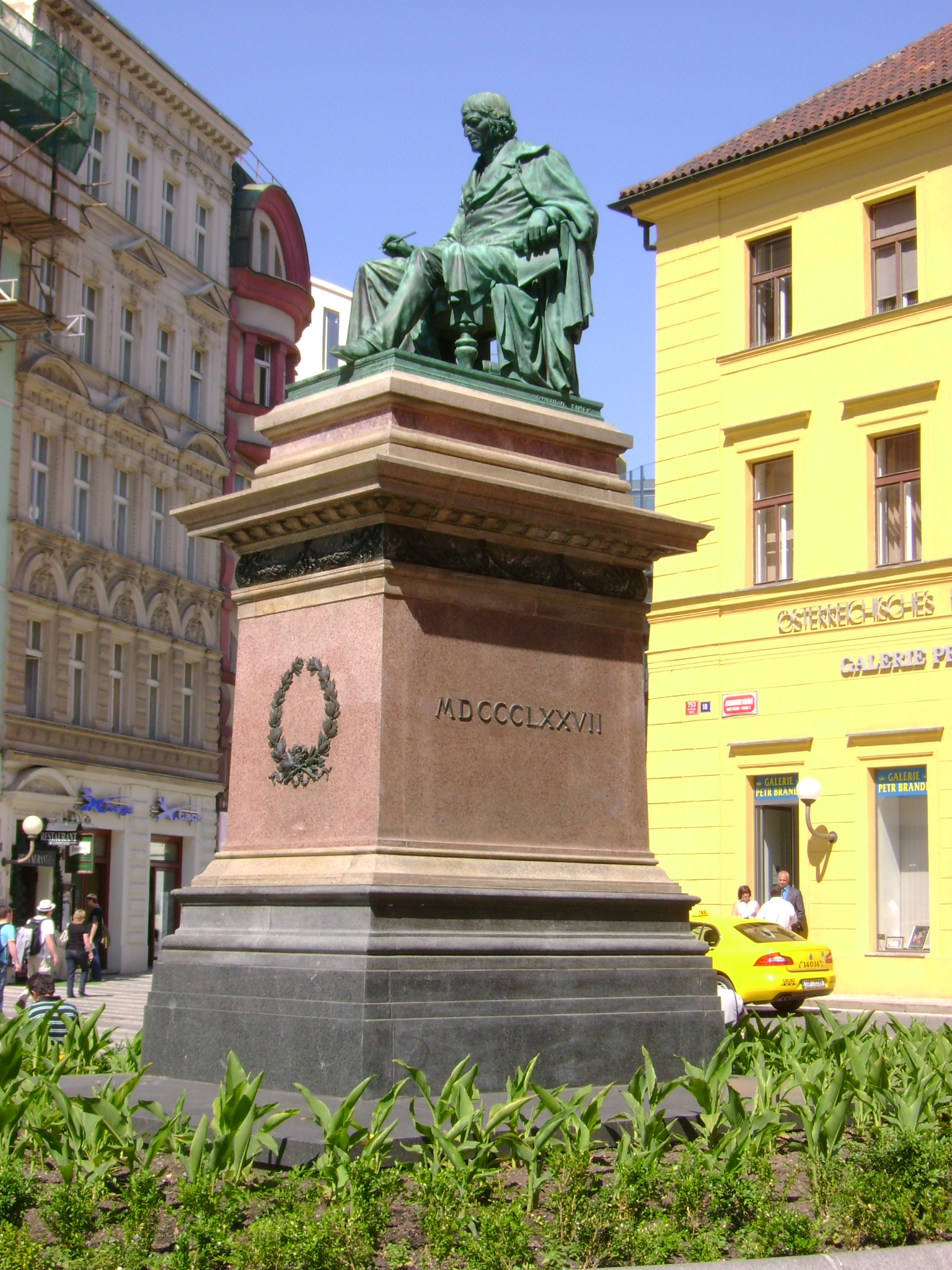
Josef-Jungmann-Denkmal

Das Josef-Jungmann-Denkmal (tschechisch: Pomník Josefa Jungmanna) steht auf dem Jungmann-Platz (Jungmannovo náměstí) im Zentrum von Prag, unweit vom Wenzelsplatz. Die Bronzestatue stellt den tschechischen Sprachwissenschaftler und einen Hauptvertreter der tschechischen nationalen Wiedergeburt des 19. Jahrhunderts, Josef Jungmann, dar.

## Geschichte
Den Bau des Denkmals initiierte Svatobor, ein Verein zur Unterstützung tschechischer Schriftsteller unter der Leitung seiner beiden Vorsitzenden František Palacký und František Ladislav Rieger. Svatobor übernahm auch die Kosten.
Die Statue ist ein Werk des Bildhauers Ludvík Šimek, eines Schülers von Emanuel Max von Wachstein, er schuf sie nach einem Konzept von Václav Levý. Die Idee eines ruhig sitzenden Gelehrten übernahm Levý von antiken Vorbildern. Den Sockel entwarf der Architekt Anton Viktor Barvitius.
Im Juli 1873 wurde anlässlich Jungmanns hundertsten Geburtstags der Grundstein gelegt. An der feierlichen Enthüllung am 15. Mai 1878 nahmen Tausende Bürger teil, Vereine und Gilden aus vielen böhmischen Städten sandten ihre Vertreter. In seiner Hauptrede würdigte František Ladislav Rieger Jungmanns Verdienste um die tschechische Sprache. Bei dieser Gelegenheit wurde der Platz in Jungmannovo náměstí (Jungmann-Platz) und die angrenzende Straße, in der früher Jungmann wohnte, in Jungmannova ulice (Jungmann-Straße) umbenannt.
Das Denkmal ist ein Hauptwerk von Ludvík Šimek und gehört zu den besten Arbeiten tschechischer Bildhauer im 19. Jahrhundert.

## Beschreibung

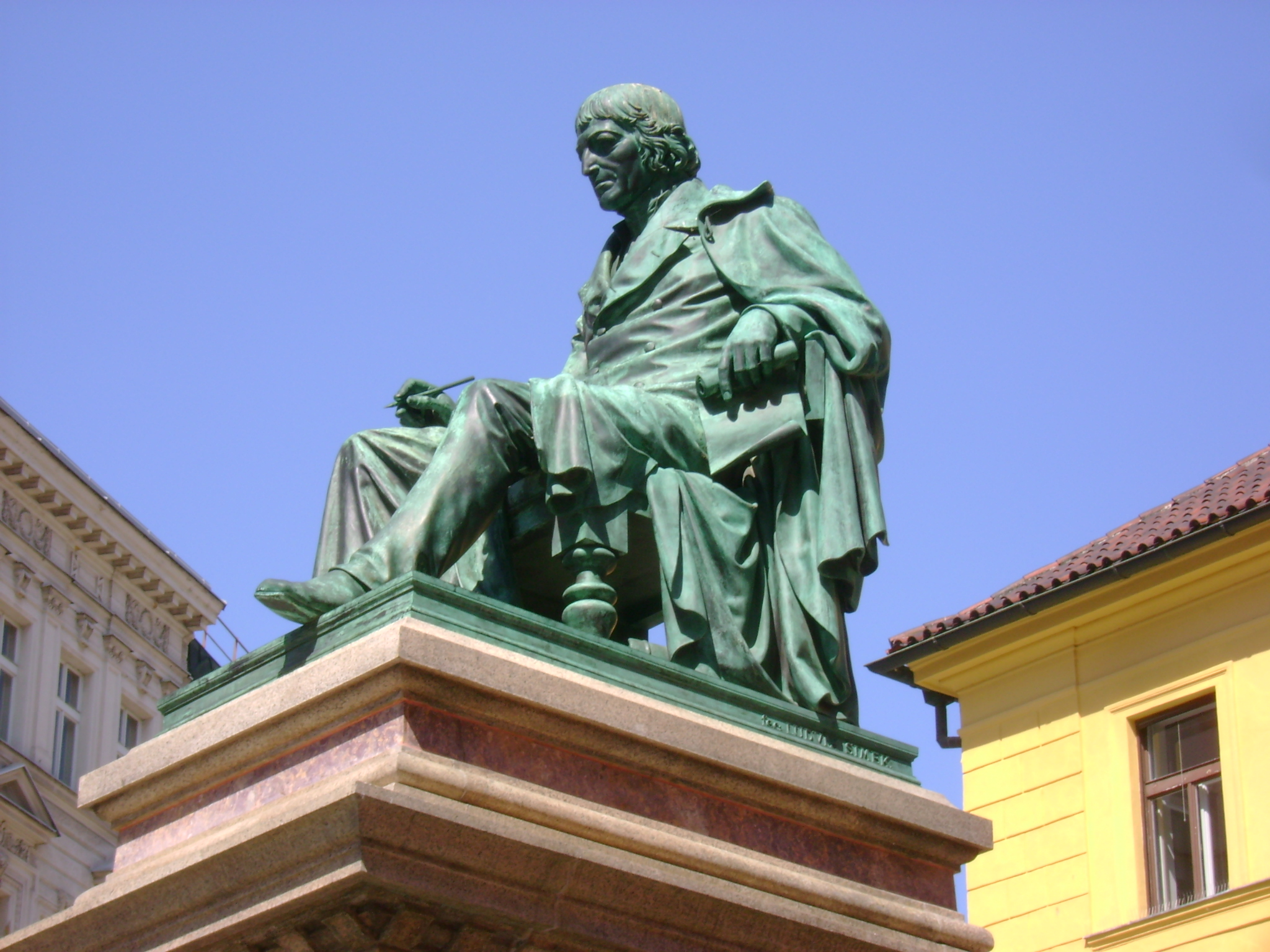
Josef-Jungmann-Denkmal, Detail

Die überlebensgroße Bronzefigur des Gelehrten ruht auf einem etwa vier Meter hohen Sockel. Dieser, mit quadratischem Querschnitt, besteht aus einem Ziegelkern; er ist mit Granit- und Syenitplatten ausgekleidet und mit profilierten Gesimsen verziert. Das Denkmal ist insgesamt sieben Meter hoch. Der untere Teil und die untere Stufe bestehen aus schwarz-grünem und grau-schwarzem Syenit, der mittlere Teil aus rosafarbenem Granit.
Die Vorderseite des Sockels schmückt ein Lorbeerkranz aus Messing, auf der Rückseite ist das Emblem von Svatobor angebracht – drei Hände mit einem Kreis – und die Inschrift POSTAVIL SVATOBOR („erbaut von Svatobor“). Auf der linken Seite findet sich die Inschrift JOSEF JUNGMANN und auf der rechten Seite die Jahreszahl MDCCCLXXVII (1877).
Josef Jungmann sitzt auf einem Stuhl, den Kopf leicht vorgebeugt und das linke Bein nach vorne gestreckt. Seine linke Hand ruht auf der Armlehne und hält eine entfaltete Schriftrolle, seine rechte Hand hält einen Stift.
Das Kunstwerk ist als Kulturdenkmal der Tschechischen Republik geschützt.